# Congosto de Ventamillo

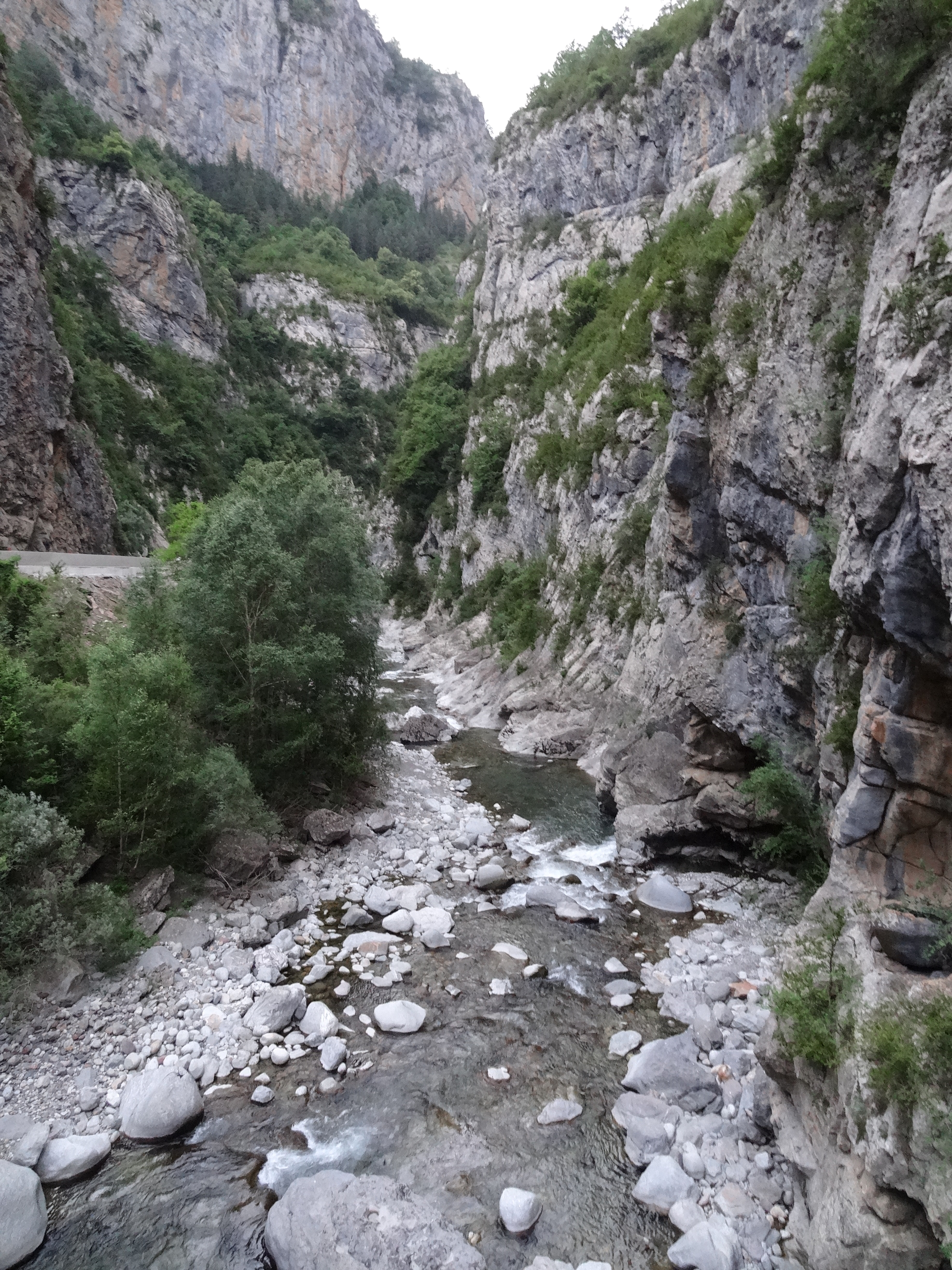

El congosto de Ventamillo es un accidente geográfico que da acceso en el valle de Benasque situado en la comarca de la Ribagorza, en Aragón, atravesado por el río Ésera a su paso entre las poblaciones de Seira y El Run. Es un estrecho cañón, con paredes verticales de más de 300 metros, de unos 2.200 metros de longitud en su tramo más angosto, que tiene hasta 10 km en total, por la cual transcurre la carretera N-260, construida en 1916. La fisonomía de la zona es básicamente de rocas calcáreas y es el lugar por donde los glaciares que descendían del macizo de la Maladeta bajaban hacia las montañas.
Hace casi 40.000 años, el lugar del congosto de Ventamillo se encontraba sepultado por el glaciar del Ésera, con unas vastas dimensiones de hasta 36 km y 800 metros de ancho en determinados lugares. Durante el deshielo de este glaciar, las corrientes de agua que circulaban por este lugar fueron erosionando la roca hasta originar este singular paso.
Actualmente, el congosto de Ventamillo disfruta de una flora de clima atlántico. Anteriormente al periodo de las glaciaciones, que ha esculpido la fisonomía del lugar, el clima de la zona era tropical. De manera excepcional, encontramos una planta que no existe en ninguno otro lugar del mundo, una planta del género Petrocoptis de nombre científico Petrocopsis pseudoviscosa. También proliferan otras plantas muy habituales en valles y montañas del planeta, como son Sempervivum o la borraina.
En este escarpado lugar, reside una ave de pequeñas dimensiones llamada treparriscos, característica de este valle, además de otras aves rapaces como la alimoche, buitre leonado, cernícalo vulgar, halcón peregrino, culebrera europea y el quebrantahuesos. La privilegiada situación de este enclave ha sido aprovechada por centenares de aventureros para realizar deportes de aventura como el barranquismo, la escalada, el rafting, kayaking y excursionismo por el cauce del río Ésera.